# Trenton (Utah)
Trenton es un pueblo ubicado en el condado de Cache en el estado estadounidense de Utah. En el año 2000 tenía una población de 449 habitantes. Trenton se localiza dentro de los límites metropolitanos de la ciudad de Logan. 

## Geografía
Según la Oficina del Censo, la localidad tiene un área total de 18,8 km² (7,3 mi²), de la cual 1,23% es agua.

## Demografía
Según la Oficina del Censo en 2000, habían 449 personas y 110 familias residentes en el lugar, 95.55% de los cuales eran personas de raza blanca.
Según la Oficina del Censo en 2000 los ingresos medios por hogar en la localidad eran de $31,250, y los ingresos medios por familia eran $40,139. Los hombres tenían unos ingresos medios de $31,023 frente a los $20,833 para las mujeres. La renta per cápita para la localidad era de $11,910. Alrededor del 9.1% de la población estaban por debajo del umbral de pobreza.